# Rolls-Royce Olympus
Rolls-Royce Olympus (původně Bristol B.E.10 Olympus) byl první dvouhřídelový proudový motor s axiálním kompresorem určený pro letecké účely. Jeho vývoj se dá vystopovat do listopadu 1946. Vyvinut a vyráběn byl původně firmou Bristol Aero Engines a jeho první rozběh se uskutečnil v roce 1950. Nejprve byl montován jako pohonná jednotka pro bombardér Avro Vulcan V, ale vývoj dále pokračoval jako součást programu BAC TSR.2 pro lety v nadzvukové rychlosti. Později posloužila varianta Rolls-Royce/Snecma Olympus 593 jako pohonná jednotky pro nadzvukový dopravní letoun Concorde. Motor byl také licenčně vyráběn v USA společností Curtiss-Wright jako TJ-32 nebo J67 (vojenské označení) a TJ-38 'Zephyr'. Olympus byl také úspěšně vyvinut jako turbína pro námořní a průmyslové účely.
Společnost Bristol Aero Engines (dříve Bristol Engine Company) se roku 1959 spojila s firmou Armstrong Siddeley Motors, čímž vznikla společnost Bristol Siddeley Engines Limited (BSEL), kterou v roce 1966 převzala firma Rolls-Royce.
V roce 2018 Olympus zůstává v provozu jako lodní a průmyslová plynová turbína.

## Specifikace (Olympus 101)

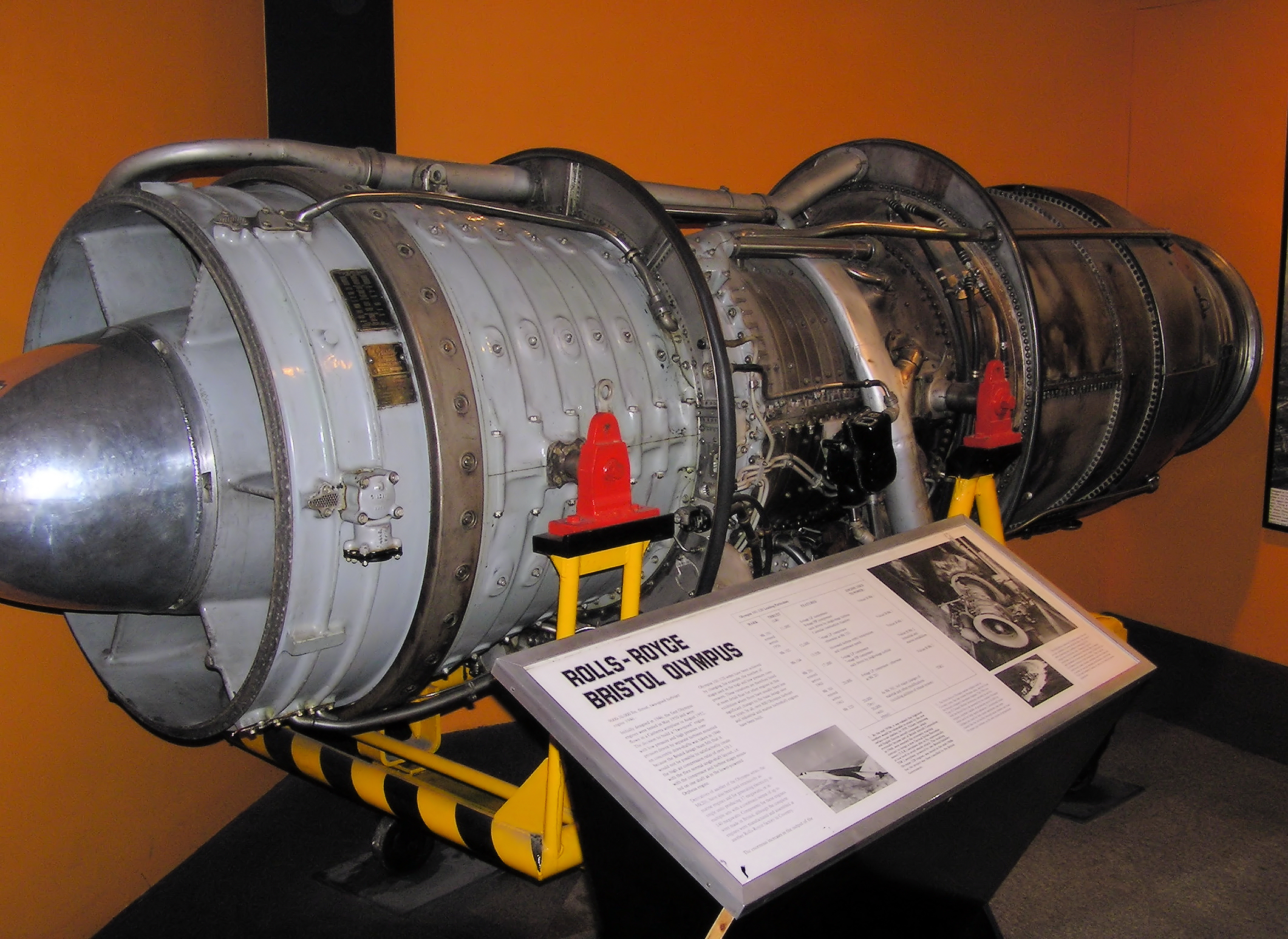
Bristol Olympus 101.

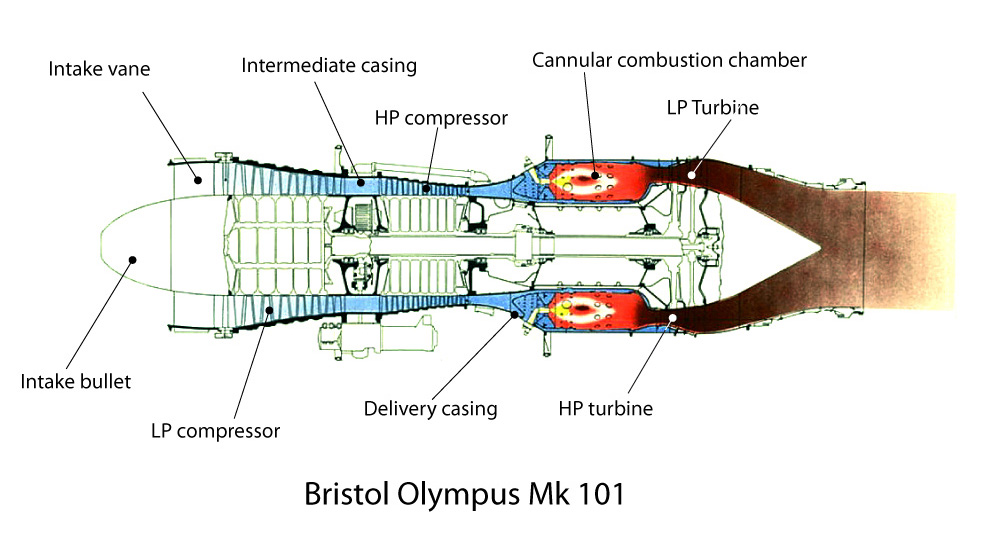
Schéma motoru Olympus 101.

### Technické údaje
- Typ: dvouhřídelový proudový motor
- Průměr: 1016 mm
- Délka: 3228 mm
- Hmotnost suchého motoru: 1 639,7 kg

### Součásti
- Kompresor: axiální kompresor, 8 vysokotlakých a 6 nízkotlakých stupňů
- Spalovací komora: smíšená
- Turbína: 1 vysokotlaký a 1 nízkotlaký stupeň
- Palivo:  letecký petrolej

### Výkony
- Maximální tah: 11,000 lbf (48,93 kN)
- Poměr hmotnost ÷ tah: 0,328 63